# 山達基教的商業模式
山達基教會將自己歸類為宗教，並不懈地推動各國政府認定其為宗教機構，但諸多學者和其他觀察家將其視為企業，因為該組織的運作更像是營利性企業，而不是宗教機構。一些從事宗教研究的社會學學者認為這是一場新宗教運動。總體而言，正如學者史蒂芬·A·肯特（Stephen A. Kent）所說，山達基可以被視為一個“多元化跨行業經營的跨國公司，宗教只是其眾多組成部分之一”。其他組成部分包括政治願景、商業投資、文化製作、偽醫療實踐和反精神醫學主張，以及（海洋機構成員中的）另一種家庭結構。

## 商業模式
教會的的很多做法屬於商業運作，包括向招募人員支付回扣，即他們吸引的人所賺取的一部分利潤會返還給銷售者，這為特許經營網絡和教會的最高層帶來了巨額收入。這些活動是將山達基教會與其他宗教組織區分開來的其中一點。教會向招募人員（稱為外圍職員）回反新成員消費金額的10%作爲佣金，層級銷售模式從而促使他們招募新成員參加課程或接受諮詢。與此同時，山達基教會的特許經營服務機構也會向教會支付其總收入的10%。教會最終收取信徒在山達基“通往完全自由之橋”上晉升所需的旁聽和其他與教會相關的課程費用，這些項目的運作成本可能高達數十萬美元。
山達基“通往完全自由之橋”包括兩部分，一半是與達到更高的精神存在水平相關的技能「聽析」，另一半與幫助他人達到該水平相關的技能「訓練」，訓練即被描述為“路線的50%”。
宗教技術中心對山達基符號、商標和名稱的使用保持嚴格控制。例如，它聲稱擁有「山達基十字架」的版權和商標權，其律師威脅要對未經許可在書籍和網站上發布這些受保護圖像的個人和組織提起訴訟。正因如此，個別團體很難在沒有與「官方」教會有任何隸屬關係或聯繫的情況下公開實踐山達基教。山達基起訴了一些試圖建立自己的「聽析」實踐體系的個人，利用版權和商標法來關閉這些競爭對手。
山達基教對閲讀其經典文本也有著相應級別要求和嚴格的保密要求，例如核心的「茲努」神話則必須到達「運作中的希坦三級」才可以得知，而且不可告知其他低級別信徒。麥可‧舍默在《懷疑論者》雜誌上撰文，將這種做法與主流宗教進行了對比：「想像一下皈依猶太教，但必須付費才能聽亞伯拉罕和以撒、諾亞和大洪水、或摩西和十誡的故事。或想像一下加入天主教會，但在達到「運作中的神學三級」之前不會被告知有關耶穌受難和復活的事情，而這只有在經過多年和花費數萬美元參加教會開設的課程後才能達到。 」
德國政府認為山達基教會屬於商業企業，而比利時、法國、愛爾蘭、盧森堡、菲律賓、以色列和墨西哥仍然不承認山達基是宗教。
有些國家也承認山達基教為宗教。2001年澳洲政府對慈善機構的調查發現，1983年高等法院的案件認定山達基教是一種宗教，並在憲法中對宗教進行了定義，作為確定哪些組織是慈善組織的標準。

## 贺伯特和山達基作為一個企業
宗教研究教授休·厄本（Hugh Urban）和記者珍妮特·雷特曼（Janet Reitman）等人指出，山達基教會的創始人L·罗恩·贺伯特出於實際原因決定將這種做法作為一種宗教進行行銷。科幻小説家哈蘭·艾里森說，當第一次討論創建新宗教的想法時，他就在場：“萊斯特·德爾·雷（Lester del Rey，美國科幻小説家）然後半開玩笑地說，'你真正應該做的是創造一個宗教，因為它會免稅”，就在那時，房間裡的每個人都開始對這種新宗教提出想法，所以羅恩抓住了這個格式塔想法，並吸收了細節，然後他把它寫成了《戴尼提》並賣給了約翰·W·坎貝爾，讓他刊登在《驚奇超級科學故事》雜志上。賀伯特自己則有一個不同的起源故事，他聲稱對戴尼提在1945-50年間進行了研究。它最初被視為一門科學，但宗教思想被添加到1951年出版的《生存科學》（Science of Survival）。在戴尼提基金會商業上的失敗和學科方向爭議之後，賀伯特重新審視將他的思想歸類為宗教的可能性。在1953年的一封信中，賀伯特寫道，「宗教角度」作為「實際業務問題」似乎是有意義的。
華盛頓特區的山達基教會創始教會（Founding Church of Scientology of Washington, D.C.）於1956年獲得免稅地位，聲稱它是「一家專門為宗教目的組織和運營的公司，其收入的任何部分都不歸任何個人所有」。這一地位於1958年被撤銷，理由是（美國司法部在隨後的訴訟中辯稱）該教會「最廣泛和最重要的活動都是為了賺取大量費用」，并且「L.羅恩·賀伯特仍保持完全控制權，並從納稅人和附屬公司網絡處獲得大量報酬和津貼」。該案的事實調查結果包括，賀伯特個人在四年內從教會及其附屬機構收到了超過 108,000 美元（換算到2012年價值為60萬美元），超出了他從教會及相關組織的總收入的正常比例（通常為10%）。此外，教會還支付了賀伯特的汽車和個人住宅費用，瑪麗·蘇·賀伯特向教會出租房產賺取了超過一萬美元，而支付給賀伯特女兒凱的3,242 美元「通常被指定為薪水或工資」，儘管「該記錄沒有任何證據表明賀伯特小姐曾為[教會]提供服務」。索賠法院的結論是：“從這些事實得出的結論是，賀伯特家族有權隨時將企業收益用於個人目的”。通過教會連年的訴訟，美國國稅局於1993年給予美國山達基教會宗教承認和全額免稅資格。
根據賀伯特製定的政策，山達基教會被禁止提供免費服務，要求補償或某種其他形式的志工承諾作為交換。

## 外部鏈接
- 美國聖崗機構2007年官方捐獻價目表 2007年2月12日存檔于網際網路檔案館 （英文）